# Horné Semerovce
Horné Semerovce (maďarsky Felsőszemeréd) jsou obec na Slovensku v okrese Levice. Žije v nich 640 obyvatel. Ve vsi stojí římskokatolický kostel Všech svatých, obecní novoklasicistická zvonice a zřícenina Wilczekovského kláštera. V obci je naleziště archeologických nálezů z doby bronzové. Obcí protéká řeka Štiavnica. Na území obce je chráněný areál Kráľovičova slatina.

## Historie
První písemná zmínka o vesnici je z roku 1276. Do uzavření Trianonské smlouvy byla obec součástí Uherska, poté byla součástí Československa. V letech 1938 až 1945 byla (na základě první vídeňské arbitráže) součástí Maďarského království.

## Osobnosti
- Zsigmond Ivánka (1817–1902), politik
- Imre Ivánka (1818–1896), politik a voják